# Súlovce

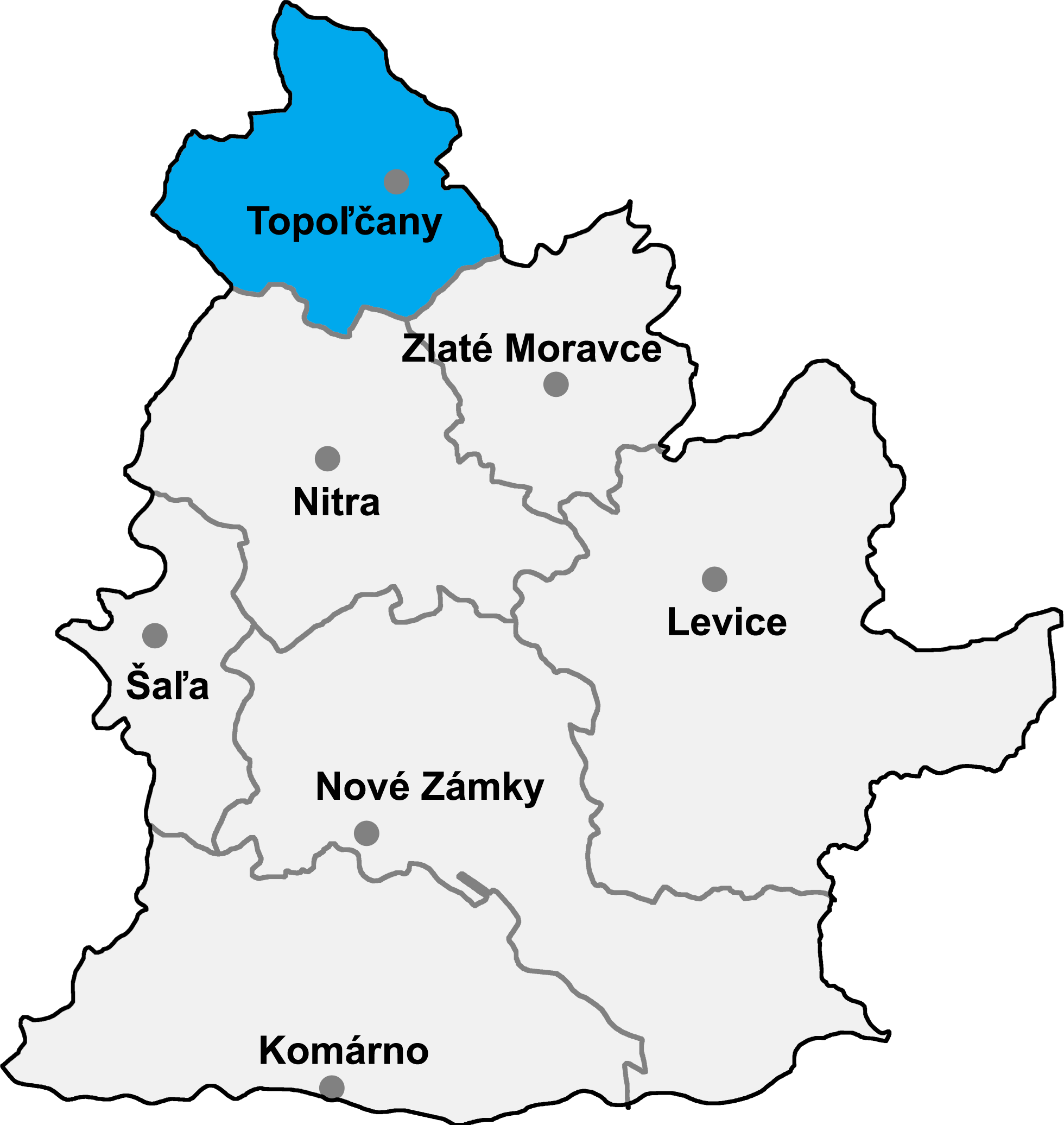
Distrito de Topoľčany em Nitra

Súlovce é um município da Eslováquia, situado no distrito de Topoľčany, na região de Nitra. Tem 12,64 km² de área e sua população em 2018 foi estimada em 515 habitantes.

## Demografia
| Ano:        | 1994 | 2004   | 2014   | 2024    |
| ----------- | ---- | ------ | ------ | ------- |
| Broj ljudi: | 502  | 502    | 479    | 541     |
| Razlika:    |      | +1,42% | -4,58% | +12,94% |

| Ano:               | 2023 | 2024   |
| ------------------ | ---- | ------ |
| Número de pessoas: | 537  | 541    |
| Diferença:         |      | +0,74% |